# SS최상급집단지도자
SS최상급집단지도자(독일어: SS-Oberstgruppenführer 에스에스오베스트그루펜퓌러[*])은 하인리히 힘러가 역임했던 특별 계급인 친위대 제국지도자를 제외하면 SS사관 최고 계급이다. 국방군 상급대장과 동등한 계급으로 여겨졌다.
1942년에 제정된 최상급집단지도자는 이 계급이 존재했던 3년 동안 단 4명만이 역임했다. 이 중 2명만이 무장친위대 장교였다. 아래는 이 SS 최고 계급을 역임했던 인물들이다.
- 쿠르트 달루에게 경찰 상급대장 1942년 4월 20일
- 프란츠 크사버 슈바르츠 1942년 4월 20일
- 요제프 디트리히 무장친위대 기갑상급대장 1944년 8월 1일
- 파울 하우서 무장친위대 상급대장 1944년 8월 1일

1944년 하인리히 힘러가 알베르트 슈페어에게 명예 최상급집단지도자직을 제안했지만, 슈페어는 SS를 혐오했기 때문에 거절했다고 후에 밝혔다. 헤르만 괴링 또한 1945년에 이런 제안을 받았으나 힘러와 사이가 좋지 않았기에 거절했다.
최상급집단지도자는 일반적으로 경찰 및 무장친위대 장군에게 수여되었다. 명예 지도자(Ehrenführer)를 역임한 프란츠 크사버 슈바르츠만이 예외로 그에게는 경찰 및 무장친위대 관련 계급이 부여되지 않았다.
최상급집단지도자직은 소설에도 나타나며, 제2차 세계 대전에서 승리한 병렬 세계인 1960년대 독일을 묘사한 로버트 해리스의 소설 당신들의 조국에 등장한다. 소설에서는 아르투어 네베(Artur Nebe)가 최상급집단지도자로서 크리포의 수장을 맡고 있는 걸로 묘사되어 있다.

## 같이 보기
- 무장친위대의 병과색
- 무장친위대 계급 및 표장